# Doppelmord in Stiwoll
Beim Doppelmord in Stiwoll wurden am 29. Oktober 2017 zwei Personen in Folge eines Nachbarschaftsstreits erschossen und eine Person verletzt. Als mutmaßlicher Täter gilt Friedrich Felzmann (* 3. Februar 1951 in Stiwoll), der seitdem verschollen ist.

## Hintergrund
Felzmann diffamierte seit längerem öffentlich Personen aus Politik und Justiz, unter anderem über eine Website und durch die Verteilung von Flugblättern. 2011 hatte er Richterinnen mit dem Tod bedroht. Strafanträge wegen öffentlicher Beleidigung (2012), übler Nachrede (2014) und versuchter Nötigung (Mai 2017) wurden zurückgezogen, nachdem er für zurechnungsunfähig erklärt wurde. Aus dem gleichen Grund wurden Anzeigen wegen versuchten Widerstandes gegen die Staatsgewalt sowie nationalsozialistischer Wiederbetätigung nicht weiter verfolgt. Mehrfach fuhr er mit einem Auto mit der Aufschrift „Heil Hitler“ durch das nahegelegene Graz. Im September 2015 nahm Felzmann zudem an einer Kundgebung der österreichischen „Partei des Volkes“ teil. Auf seinem Facebook-Account war er mit FPÖ- und AfD-Funktionären vernetzt.

## Tat
Am 29. Oktober 2017 soll Felzmann durch mehrere Gewehrschüsse zwei seiner Nachbarn getötet und eine weitere schwer verletzt haben. Die Tat ging aus einem jahrelangen Streit um einen Weg auf Felzmanns Grundstück hervor. Auch war die Tat nicht vorbereitet, weshalb die Polizei von einer „eruptiven Tat“ sprach.

## Flucht
Nach der Tat stellte Felzmann seinen Wagen in einem nahegelegenen Waldgebiet ab und flüchtete zu Fuß weiter. Nach der eingeleiteten Großfahndung wurden lokale Schulen und Kindergärten zeitweilig geschlossen, zudem wurden die Gottesdienste in Stiwoll durch ein großes Polizeiaufgebot gesichert. Hundertschaften durchstreiften die regionalen Wälder und verlassene Häuser. Etliche Zeugenaussagen über Sichtungen Felzmanns in Ober- und Niederösterreich stellten sich als Fehlalarme heraus. Auch beim Absuchen eines Stollensystems eines alten Silberbergwerks fand sich keine Spur des Gesuchten.
Felzmann wurde auf die Liste der meistgesuchten Personen Österreichs gesetzt. Weitere Bemühungen zur Suche durch Hundestaffeln und Drohnen blieben erfolglos. Friedrich Felzmann wurde dann in die „Europe’s Most Wanted Fugitives“-Liste aufgenommen. Am 26. Jänner 2018 wurde bekannt gegeben, dass die „Soko Friedrich“ eingestellt wurde, jedoch eine Belohnung in Höhe von 5.000 Euro für wichtige Hinweise ausgelobt wurde. Ende Mai 2018 wurde das Verfahren abgebrochen. Seit den Suchaktionen fehlt immer noch jede Spur von Felzmann.